# الانفتاح السياسي للبرازيل
الانفتاح السياسي للبرازيل كانت الفترة من 1974 إلى عام 1988، وذلك كمقاومة تهدف إلى التحرير في ظل النظام العسكري للبلاد، وانتهت بانهيار النظام والتوقيع على الدستور الجديد للبلاد والانتقال إلى الديمقراطية. بدأ الجنرال إرنستو جيزل عملية التحرير (distensão) في عام 1974 من خلال السماح لمشاركة حزب الحركة الديمقراطية البرازيلية المعارض في انتخابات الكونجرس. عمل على معالجة انتهاكات حقوق الإنسان وبدأ في إلغاء التشريع التأسيسي للديكتاتورية العسكرية والقوانين المؤسسية في عام 1978. واصل الجنرال جواو فيغيريدو الذي تم انتخابه في العام التالي الانتقال إلى الديمقراطية وتحرير آخر السجناء السياسيين في عام 1980، وإقامة انتخابات مباشرة في عام 1982. كانت انتخابات عام 1985 لحزب معارض حاكم علامة على نهاية الديكتاتورية العسكرية. كانت عملية التحرير ناجحة في النهاية.
يُظهر تأريخ الدمقرطة الخلاف حول ما إذا كان الافتتاح مدفوعًا أكثر بالانقسامات بين النخبة في البلاد أو بضغط من المجتمع المدني، بما في ذلك القواعد الشعبية للكنيسة والنقابات الجديدة والناخبين المعارضين.